# Massimo Graziato
Massimo Graziato (Este, 25 settembre 1988) è un ex ciclista su strada italiano, attivo tra gli Elite dal 2012 al 2016.

## Palmarès
- 2008 (Dilettanti Elite/Under-23, Filmop-Ramonda-Bottoli, due vittorie)

Circuito Silvanese
100 km di Nuvolato
- 2010 (Dilettanti Elite/Under-23, Trevigiani-Dynamon-Bottoli, quattro vittorie)

Trofeo Edil C
Vicenza-Bionde
Trofeo Medaglia d'Oro Alfredo Lando
Medaglia d'Oro Riccardo Brunello
Giro del Valdarno
- 2011 (Dilettanti Elite/Under-23, Trevigiani-Dynamon-Bottoli, due vittorie)

2ª tappa Giro della Regione Friuli Venezia Giulia (Azzano Decimo > Pordenone)
Gran Premio Polverini Arredamenti

## Piazzamenti

### Grandi Giri
- Vuelta a España

2013: 144º

### Classiche monumento
- Milano-Sanremo

2013: 107º
- Giro delle Fiandre

2012: ritirato
2013: ritirato
- Parigi-Roubaix

2012: ritirato
2013: ritirato

### Competizioni mondiali
- Campionati del mondo

Melbourne 2010 - In linea Under-23: 25º